# Chloroclystis lita
Pasiphila lita là một loài bướm đêm trong họ Geometridae.